# Peter J. Klassen
Peter J. Klassen (ur. 1931, zm. 25 marca 2019) – amerykański historyk, nauczyciel akademicki, profesor Uniwersytetu Stanu Kalifornia w College of Social Sciencies we Fresno, specjalista w zakresie historii reformacji europejskiej, w tym dziejów mennonityzmu.

## Życiorys
Urodził się w Crowfoot (Alberta). Wychowywał się na farmie. Był absolwentem Uniwersytetu Kolumbii Brytyjskiej. Uzyskał doktorat (Ph.D.) w zakresie historii na Uniwersytecie Południowej Kalifornii. W 1962 rozpoczął pracę wykładowcy na Fresno Pacific University. W 1966 został wykładowcą na Uniwersytecie Stanu Kalifornia. W latach 1978–1997 był na tym uniwersytecie dziekanem School of Social Sciences, po czym przeszedł na emeryturę. W 2002 otrzymał status emerytowanego profesora.
Opublikował m.in. książki: The Mennonite Brotherhood in Russia oraz Mennonites in Early Modern Poland and Prussia. W Polsce ukazały się m.in. jego prace: Menonici w Polsce i Prusach w XVI–XIX w., Muzeum Etnograficzne im. Marii Znamierowskiej-Prüfferowej w Toruniu, Toruń 2016 i Ojczyzna dla przybyszów. Wprowadzenie do historii mennonitów w Polsce i Prusach, tłum. Aleksandra Borodin, Warszawa 2002.
Pełnił funkcję prezesa Fresno Historical Society, był też prezesem Sister Cities Council, członkiem Board of the California Humanities Council i innych organizacji.
Współpracował z instytucjami w Polsce zajmującymi się ochroną spuścizny mennonitów.
Był zaangażowany w życie kościelne gmin mennonickich i zajmował się kultywowaniem dziedzictwa mennonickiego.
Jego żoną była Nancy Klassen. Miał trzech synów: Kenta, Kevina i Bryana